# Dani Phantom
Danielle "Dani" Phantom es un personaje ficticio de una serie de televisión Danny Phantom. Es una super heroína/aliada de Danny Phantom. Ella es una versión clon más joven de Danny Phantom, creada por Vlad Plasmius para su proyecto de una versión clon de Danny Phantom. Su primera aparición es en el capítulo Espíritu Afín. Su voz es la de AnnaSophia Robb en su primera aparición, y la de Krista Smith posteriormente.

## Historia
Danielle apareció de súbito en la habitación de Danny, alegando ser su "prima tercera" y explicando que escapó de su casa y necesita donde quedarse. Danny accede a dejarla quedarse, pero con la condición de que hable con sus padres de ello. Esto molesta a Danielle, provocando que escape por una ventana, dejando a Danny sorprendido, sin saber como desapareció repentinamente. Al intentar seguir su rastro en las calles, se encuentra con una criatura fantasma (que resulta ser uno de los clones creados por Plasmius) y comienza una batalla con este. Durante la pelea, Danielle aparece para ayudarlo y revela ser mitad fantasma también. Después de derrotar al clon, y para evitar un cuestionario de parte de Danny, Danielle finge desmayarse y desaparece la siguiente mañana, para después reunirse ese mismo día con Danny en la cafetería de la escuela. Danny intenta conversar de forma seria con Danielle, pero son interrumpidos por otro ataque de clon. Los dos inician la persecución del clon, y cuando Danny logra adelantarse y aproximarse a su objetivo, descubre que todo era un plan de Plasmius para llevarlo ante él y Danielle revela su verdadera intención, quedando expuesta como la ayuda de Vlad y su "hija". Ante el súbito ataque de Danielle, Danny cae inconsciente y es llevado a la mansión de Vlad, donde Danielle, espiando una conversación entre Vlad y Danny, descubre que tan solo es un clon de Danny y escucha un discurso de Vlad hablando acerca de crear el clon perfecto y de usar sus clones imperfectos para ello, siendo Danielle uno de estos. Cuando Danny escapa, Vlad miente a Danielle, diciendo que ella es su "creación más grande" y que planea estabilizarla para volverla perfecta y le ordena que busque y capture a Danny , una tarea que fácilmente logra manejar, debido a que Danny se rehúsa a pelear, diciéndole que tiene libertad de no obedecer a Vlad y que tan solo la está manipulando, una realidad que ella se niega a aceptar.
Danny despierta en un contenedor con Vlad y Danielle cerca. Vlad le ordena que posea el cuerpo de Danny, pero ella se niega, expresando su miedo a que dicha acción la destruya. Perdiendo la paciencia, Vlad le grita diciendo que ella "solo existe para servirle". Al darse cuenta de que ella no es más que una herramienta para él, Danielle libera a Danny y ambos confrontan a Vlad, y destruyen su clon más avanzado, causando la furia de Vlad, que casi logra derrotar a Danielle. Pero Danny usa su Rugido Fantasma para derrotar a Vlad. Esto, combinado con la repentina injerencia de Sam y Tucker, permite a Danielle escapar, dejándolos solos en el laboratorio de Vlad. Poco después paga su deuda con Danny, poseyendo al maestro Lancer y a la madre de Danny para evitar que se metan en problemas por escapar de la escuela y robar el equipo de fantasmas de los padres de Danny. Presentándose como "Dani" más tarde, promete volver a encontrarse con ellos, luego desaparece volando.
Tiempo después, regresa a Amity Park, comenzando a debilitarse y arriesgándose a la exposición con la esperanza de que Danny logre ayudarle a estabilizarse, sin sospechar que Vlad la ha estado espiando desde su regreso. Contratando a Valerie Gray para traer a Dani, Vlad planea desestabilizarla y descubrir la razón de porque duró más que los otros clones y así poder crear uno mejor y más estable. Engaña a Valerie haciéndole creer que Dani está buscándolo para destruirlo.
Valerie, aún creyendo que Vlad es un buen hombre, rápidamente busca y encuentra a Dani en su forma humana. Huyendo de Valerie por miedo, Dani, con pocas opciones, se transforma en fantasma frente a ella para salvarla de caerse de un techo colapsándose. Valerie captura a Dani, quien, aún desesperada pregunta por Danny Phantom, a quien Valerie aún quiere enfrentar. Usándola como carnada, la guía hacia Danny ambos quedan inconscientes y capturados. Mientras Danny está siendo torturado por Valerie, Dani está atrapada como experimento de Vlad. Con la esperanza de poder estabilizarla, Danny desesperadamente convence a Valerie de que Dani no es malvada, que es mitad humana, y así, ambos la rescatan de Vlad, usando una de las invenciones del padre de Danny para salvarla a tiempo. Con una forma sólida, Dani parte de Amity Park para iniciar su propia carrera de justicia.
Danielle es vista brevemente de nuevo, en el capítulo final de la serie como uno de los fantasmas ayudando a Danny y Skulker a volver intangible el planeta.

## Personalidad y debilidades
Siendo clon de Danny, Danielle posee todos sus gustos, así como muchas de las características y la personalidad de Danny. Contrario a otros clones, tiene una mente propia y es capaz de controlar sus acciones y decidir por sí misma, no le importa decir lo que siente. Es muy parecida a Danny, solo que más animada y jovial. Parece no tener sentido alguno de responsabilidad y puede ser muy obstinada a veces. También es algo ingenua, pero esto podría ser debido a su corta y limitada existencia.
Aunque está indicado que tiene doce años físicamente, su existencia podría ser de tan solo meses. Debido a su poco conocimiento, se le enseñó fácilmente que debía obedecer a Vlad, y no fue sino hasta que conoció a Danny cuando supo que ella tan solo era "un desastre que Vlad no estaba dispuesto a limpiar".
La debilidad principal de Danielle es que no puede usar sus poderes al máximo como Danny. Su inestable ADN clon no le permite resistir todo el potencial de su poder y comienza a desestabilizarse y derretirse en una masa ectoplásmica cuando comienza a usar sus poderes al máximo. Aunque su cuerpo se regenera cuando no está usando sus poderes, esta desventaja es lo suficientemente peligrosa para que evite pelear por mucho tiempo. Con la ayuda de Danny, logra estabilizarse para poder mantener su forma sólida y utilizar sus poderes por completo.

## Relaciones

### Danny Fenton/Phantom
Al principio vio a Danny solo como un objetivo cuando Vlad le ordenó capturarlo. Su capacidad de pensar hizo que Danny se negara a lastimarla. Eventualmente se alió a su "primo" cuando descubrió que su "padre" estaba utilizándola. Aunque se fue por un tiempo, prometió regresar, ahora en buenos términos con Danny. Los dos parecen haber formado un lazo de confianza y preocupación mutua muy fuerte (tal vez por el hecho de ser prácticamente la misma persona), siendo Danny una especie de hermano mayor para ella.

### Vlad Masters/Plasmius
Ella lo veía como un padre y hacía todo lo que él le decía, hasta que conoció a Danny y este le enseñó lo malvado que era. Desde entonces se le ha opuesto, siendo para él tan solo una más de los clones que ha creado para poder crear al clon perfecto. Irónicamente, si hubiera criado a Dani como habría criado a Danny o al clon perfecto, habría sido exitoso en su plan de tener una familia. Dani descubrió que era un clon fallido, así que ayudó a Danny a derrotarlo.

### Valerie Gray
Cuando Dani volvió a Amity Park, conoció a Valerie, quien creyó que ella había llegado para destruir a Vlad Masters. Valerie usó a Dani para llegar a Danny y capturarlos a ambos. Después de una plática con Danny, él la convenció de rescatar a su "prima", puesto que ella la había visto convertirse en humana, y era consciente de que era mitad humana y mitad fantasma. Danny le explicó que cuando la mitad fantasma de alguien es eliminada, también la parte humana lo es y le preguntó si quería formar parte en el acto de acabar con una vida humana. Esta podría ser la segunda relación más importante para Danielle, porque ahora considera a Valerie como su amiga.

## Poderes fantasmas
Dani Phantom tiene varios poderes similares a los de Danny, aunque tiene las habilidades no tiene la misma experiencia que el debido a su corta y limitada existencia. No se sabe si podrá desarrollará la Cryokinesis o el Rugido Fantasma, pero es posible porque es un clon y ahora es estable.
1. Sentido Fantasma - Dani tiene el mismo sentido que detecta fantasmas cercanos que su "primo".
2. Transformación - Así como Danny, se convierte en fantasma y usa anillos blancos para su transformación.
3. Intangibilidad - Poder Standard en un fantasma.
4. Invisibilidad - Poder Standard en un fantasma.
5. Volar/Flotar/Elevarse - Poder Standard en un fantasma.
6. Fuerza, Velocidad, Agilidad y Resistencia Paranormales - Tiene las mismas habilidades físicas que Danny. Aparentemente, estas habilidades no provocan que se derrita, tal vez debido a que son habilidades comunes en un fantasma, por lo que puede usarlas con normalidad.
7. Rayo de Energía Ectoplásmica - "Rayo Fantastma" - Ella puede lanzar la misma energía ectoplásmica que Danny, inclusive del mismo color. Aparentemente, esta habilidad drena su poder rápidamente y provoca que se derrita. Después de D-Stabilized, logra manejar sus poderes con facilidad. Al parecer Dani puede disparar energía, tanto de sus manos como de sus pies, una habilidad que Danny no ha demostrado. Siendo un clon de Danny, es obvio que al poseer las mismas habilidades que Danny, él también puede hacerlo, pero ha decidido no hacerlo. Dani usó esta variación de sus poderes para atacara Vlad en D-Stabilized.
8. Escudo de Energía Ectoplásmica - "Escudo Fantasma" - No se le ha visto usar este poder, pero siendo clon de Dany, debe ser capaz de hacerlo.
9. Posesión - Ella tomó control de Maddie, la madre de Danny, y el maestro Lancer para evitar que regañaran a Danny, Sam y Tucker. Cuando ella posee a alguien, conserva su voz pero no sus ojos. Aparentemente, su ADN inestable es incapaz de realizar una posesión sin derretirse, pues Danielle se niega a hacerlo cuando Vlad le pide que posea a Danny por miedo a derretirse.
10. Caminar por las paredes - Ella, al igual que otros fantasmas, puede adherirse a las paredes. Esta debe ser una variación de su habilidad de volar.

## Trivia
- Dani es la segunda danny phantom que no existiría de no ser por los poderes de danny, el primero es dark danny.
- Se desconoce si ella ya tiene su ADN estable completamente o temporalmente, porque danny le dio el antídoto aunque ya esta aliviada, pero se desconoce si es temporal o no.
- A pesar de ser un clon de danny dani es una chica,ya que científicamente se dice que es imposible crear un clon con el sexo opuesto por lo que eso se considera un misterio.
- otro misterio de dani, aparte del sexo opuesto (que en su caso es femenino) también su edad ya que dani afirma que tiene 12 años es decir 2 años menor que danny, pero como se dijo anteriormente su existencia puede ser 2 meses y su poca existencia la hacer creer que tiene 12 años.
- A pesar de que dani dice ser la prima de danny, la lógica seria que ella es la hermana de Danny, porque ella fue creada con su ADN y como tiene el ADN de danny también tendría el ADN de los padres de danny (Jack y Madie fenton). Otra lógica También seria es que ella también es la hija de danny aunque vlad fue el que la creó, la creó con el ADN de danny, así que sería la hija biológica de Danny.
- Irónicamente, Vlad nada más veía a dani como otro clon fallido y solo la usaba como su herramienta, la razón del porque es "irónico", es porque Vlad quería tener una familia y Dani era una niña que veía a Vlad como su papá y lo quería y además tenía poderes de fantasma como el y Danny. Si Vlad hubiera aceptado a dani como su hija el habría tenido la familia que el siempre quiso, pero debido a sus ambiciones no veía lo que perdió.
- Es raro que Dani no apareciera en el episodio "Noche de chicas" de la tercera temporada, ya que Dani es una chica, además ella pudo haber sustituido a Danny mientras este último se fue a pescar con su padre (Jack fentom).

- No se sabe si ella se lleva bien con Sam y Tucker ya que solo tuvo poca participación con ellos,aunque se puede decir que no mucho, ya que en los 2 episodios que apareció Dani, Sam y tucker parecían no agradarle mucho a Dani, pese a que ella los salvo de sus castigos por haber huido de la escuela.

- Datos: Q3015209